# Lake Quivira
Lake Quivira est une municipalité américaine située dans le comté de Johnson au Kansas. Lors du recensement de 2010, sa population est de 906 habitants.

## Géographie
Lake Quivira fait partie de la banlieue de Kansas City
Selon le Bureau du recensement des États-Unis, la municipalité s'étend sur 1,56 mille carré (4,04 km2), dont 0,15 mille carré (0,39 km2) d'étendues d'eau ; Lake Quivira abrite en effet un lac artificiel. La partie nord de la municipalité se trouve dans le comté de Wyandotte qui comprend en 2010 40 habitants sur 0,36 mille carré (0,93 km2).

## Histoire
En 1922, Charles E. Gault et Richard Hayden achètent des terres à la Quivira Town & Land Company. Ils projettent d'un fonder une station touristique : le lac artificiel est creusé en 1928 mais leur projet de ville est arrêté par la Grande Dépression.  La communauté fermée de Lake Quivira est finalement fondée dans les années 1930. Son nom fait référence à une cité d'or que les espagnols plaçaient dans le centre de l'Amérique du Nord.
Lake Quivira devient une municipalité en 1971, de peur d'être annexée par la ville voisine de Shawnee,.